# Łoniowa
Łoniowa est une localité polonaise de la gmina de Dębno, située dans le powiat de Brzesko en voïvodie de Petite-Pologne.